# Antti Häkkänen
Antti Häkkänen, né le 16 janvier 1985 à Mäntyharju, est un homme politique finlandais, membre du Parti de la coalition nationale (Kok). 
De 2017 à 2019, il est ministre de la Justice. Il est ministre de la Défense depuis juin 2023.

## Biographie
Antti Häkkänen est élu député, de la circonscription du Sud-Est de la Finlande, à la Diète nationale lors des élections législatives d'avril 2015 puis réélu en avril 2019.
Il rejoint le gouvernement Sipilä en tant que ministre de la justice le 5 mai 2017,.